# Айос-Андроникос (Топчукёй)
Айос-Андроникос (греч. Άγιος Ανδρόνικος) / Топчукёй (тур. Topçuköy) — деревня на острове Кипр, на территории частично признанного государства Турецкая Республика Северного Кипра (согласно мнению международного сообщества — в Республике Кипр).

## Географическое положение
Айос-Андроникос находится в северо-восточной части острова, в основании полуострова Карпас, на расстоянии приблизительно 4 километра к северо-северо-западу (NNW) от Трикомо, административного центра района. Абсолютная высота — 252 метра над уровнем моря.

## Население
Численность населения деревни на 2011 год составляла 310 человек, из которых мужчины составляли 48,4 %, женщины — соответственно 51,6 %.
| Год  | Население, человек |
| ---- | ------------------ |
| 2006 | 336                |
| 2011 | 310                |

## Транспорт
Ближайший гражданский аэропорт — Эрджан.